# 瓜希拉半岛

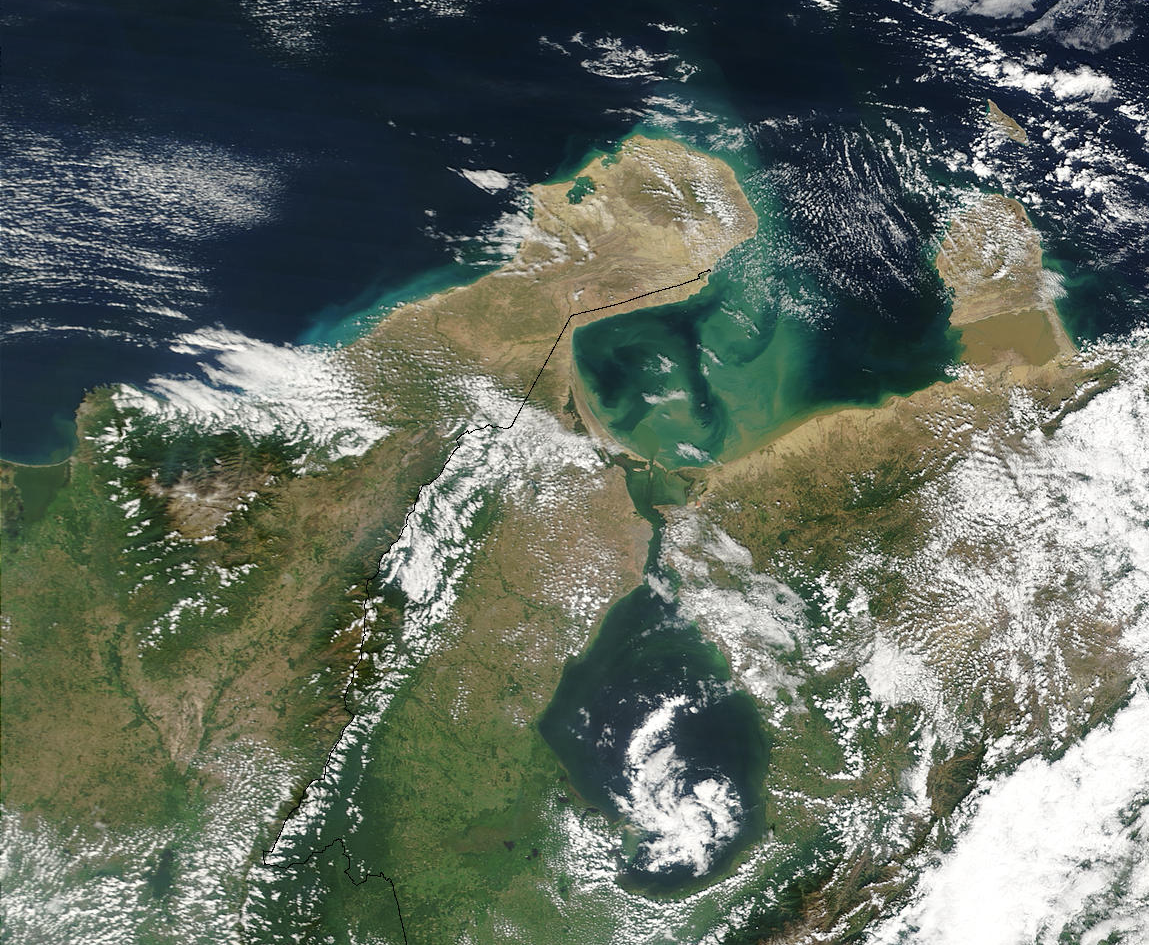
瓜希拉半岛

瓜希拉半岛（西班牙语：Peninsula de La Guajira），是南美洲大陆西北部向加勒比海伸出的一个半岛，东南为委内瑞拉湾，是南美洲大陆的最北点。该半岛面积约为25000平方公里，分属哥伦比亚和委内瑞拉两国。